# Cromer Hall
Cromer Hall est une maison de campagne située à un mile au sud de Cromer sur Holt Road  dans le comté anglais de Norfolk . La maison actuelle est construite en 1829  par l'architecte William Donthorne. Le manoir est un bâtiment classé grade II*.

## Description
Cromer Hall est construit dans une variante du Style néogothique, surnommé "Tudor Gothic" par l'historien de l'architecture Nikolaus Pevsner . Il est construit en silex, avec des pansements en pierre et un toit en ardoise. Des ajouts sont faits en 1875. Le bâtiment a un plan asymétrique  et comporte des sections de deux et trois étages. La partie centrale de trois étages est crénelée aux parapets avec des couronnements moulurés. Les grandes fenêtres sont toutes de conception gothique, avec de grands meneaux à quatre têtes centrées et des entrelacs. Au centre de l'avant se trouve une section en saillie de deux étages avec un pignon à gradins et une tour octogonale à l'angle nord. En saillie, un porche d'entrée avec un parapet crénelé et une porte à quatre arcs centrés. Aux extrémités nord et sud de la façade, il y a des pignons à baie vitrée, chacun avec une fenêtre ronde près du sommet du pignon et une cheminée en encorbellement au sommet. L'aile nord à pignon a un clocher sur le toit avec des créneaux et une courte flèche. Le bâtiment possède de nombreuses hautes cheminées octogonales en pierre, certaines simples et d'autres en groupes. Attenant à la maison principale au nord-est, il y a une série de bâtiments qui comprennent des écuries et une aile domestique. Cette section est construite derrière un mur en silex avec trois et quatre portes à tête centrée et deux fenêtres à meneaux et impostes en pierre. Tous les murs extérieurs sont en silex, mais les murs intérieurs donnant sur la cour sont en briques avec des toits en ardoise à faible pente. L'aile a également des cheminées octogonales. Les chambres ont des fenêtres à guillotine avec des barres de vitrage et il y a de grandes portes de chaussée à quatre centres et à tête arquée.

## Connexions littéraires
La salle a un fort lien littéraire grâce à une visite de la maison par l'écrivain Sir Arthur Conan Doyle, surtout connu pour ses histoires sur le détective Sherlock Holmes. En 1901, Arthur Conan Doyle revient d'Afrique du Sud, souffrant de Fièvre typhoïde. Pour faciliter sa convalescence, l'auteur décide de prendre des vacances à faire du golf dans le nord du Norfolk, accompagné du journaliste Bertram Fletcher Robinson. Les deux amis séjournent au Royal Links Hotel à Cromer. Pendant leur séjour, Doyle a probablement entendu la légende de Norfolk de ' Black Shuck ', le Hell Hound de Norfolk qui peut être associée aux aspects extérieurs de Cromer Hall .
Bien que le cadre de l'histoire soit le Devon, la visite de Doyle à Cromer a sans aucun doute fourni une partie de l'inspiration.

## Occupants
Cromer Hall est acheté par Benjamin Bond Cabbell à Lady Listowel (fille de l'amiral Windham) en 1852 . Il est remplacé à Cromer Hall par son neveu John Cabbell qui change son nom en Bond-Cabbell la même année .

## Aujourd'hui
Cromer Hall n'est pas ouvert au public (été 2010) et la maison est toujours une résidence privée. La meilleure position pour voir le bâtiment est Hall Road, qui mène au sud de Cromer au village de Felbrigg. 